# Antonio Franco (světec)
Antonio Franco (26. září 1585, Neapol – 2. září 1626, Santa Lucia del Mela) byl italský římskokatolický biskup. Katolická církev jej uctívá jako blahoslaveného.

## Život

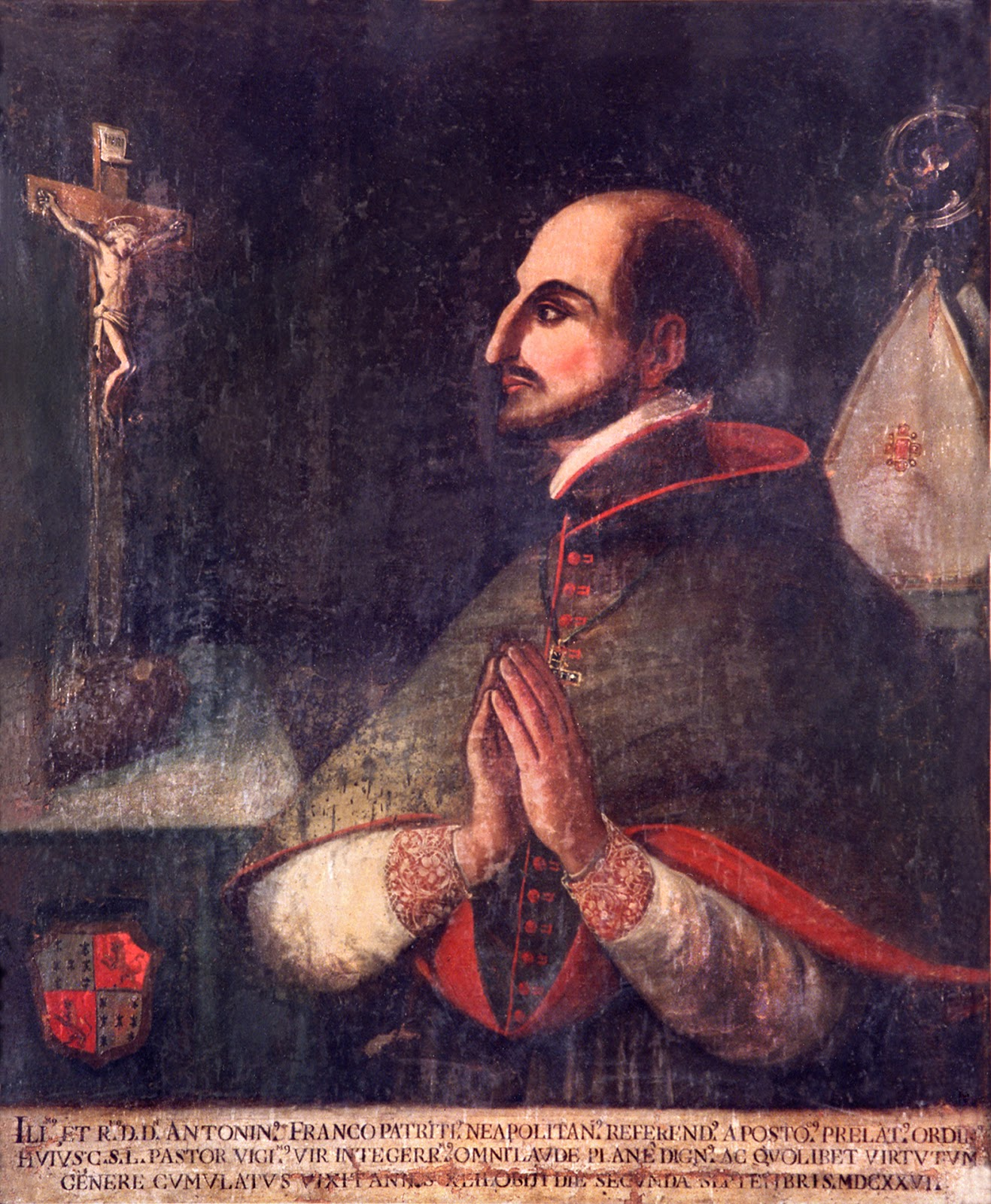
Portrét

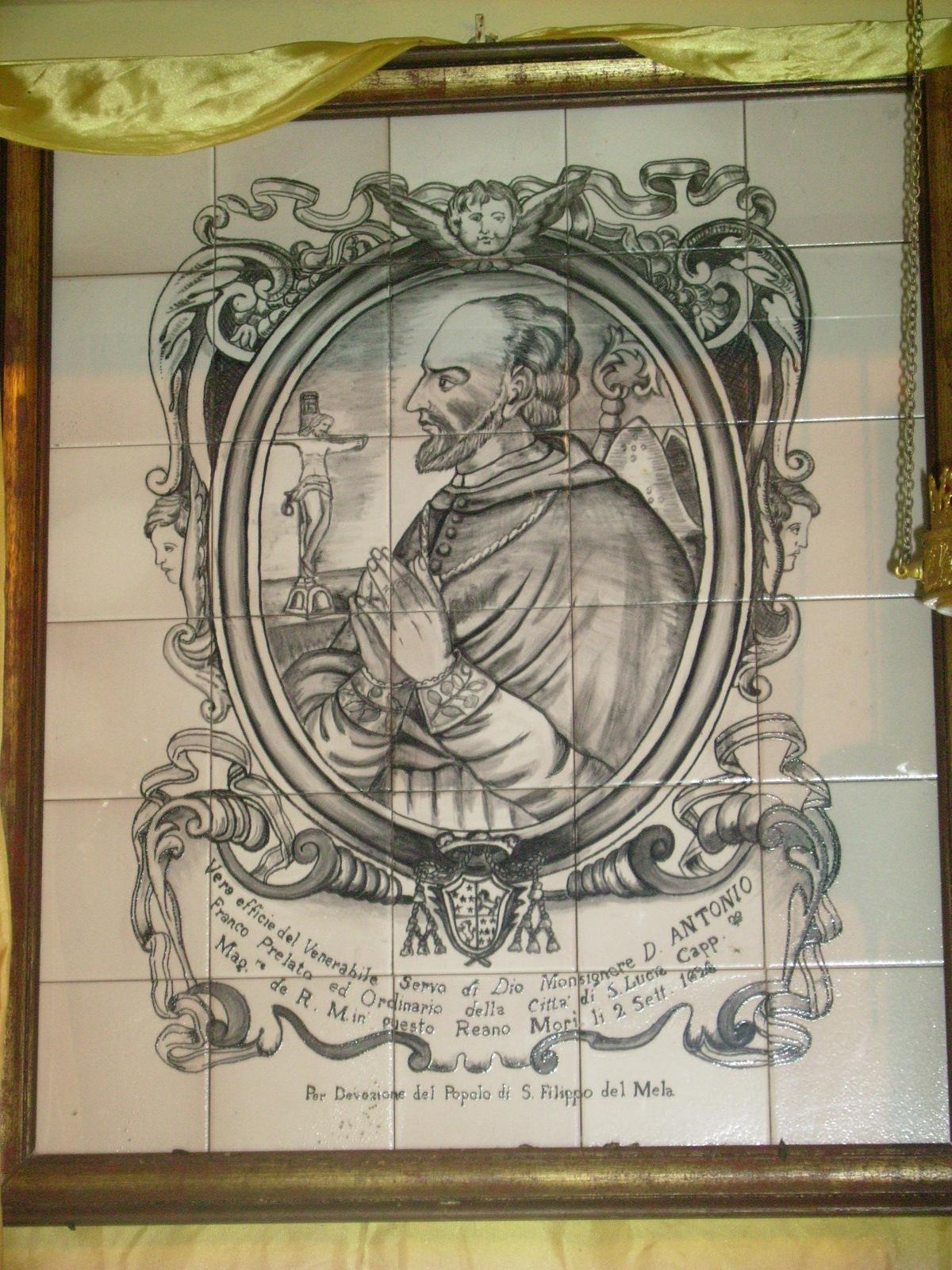
Jeho vyobrazení

Narodil se dne 26. září 1585 v Neapoli do šlechtické rodiny francouzského původu jako třetí ze šesti dětí Orlandu Francovi a Francesce Pisana di Antonio. Studoval teologii a dne 23. září 1602 získal doktorát z občanského a kanonického práva. Poté pokračoval krátkým studiem v Římě. Následně se na přání svých rodičů přestěhoval do Madridu na dvůr krále Filipa III.

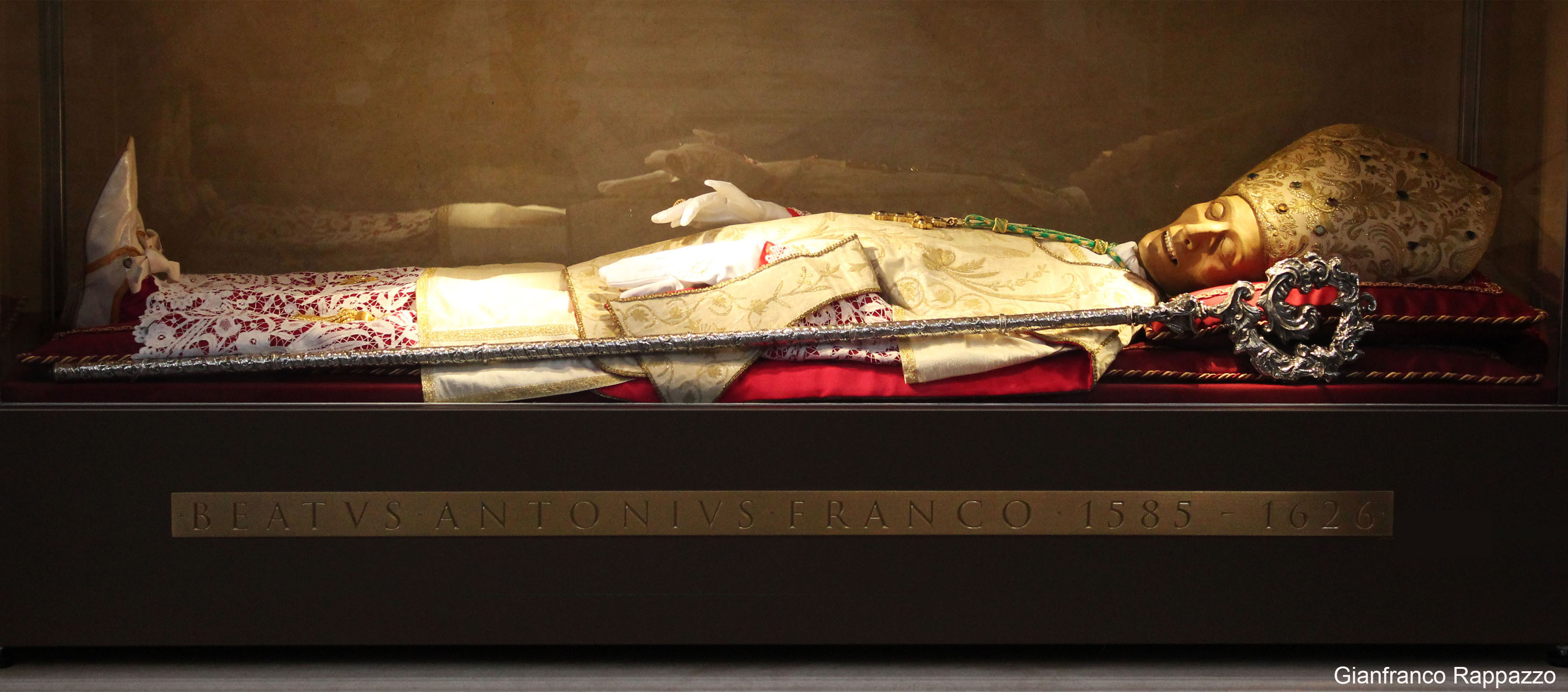
Jeho ostatky v hrobce v konkatedrále Nanebevzetí Panny Marie v Santa Lucia del Mela

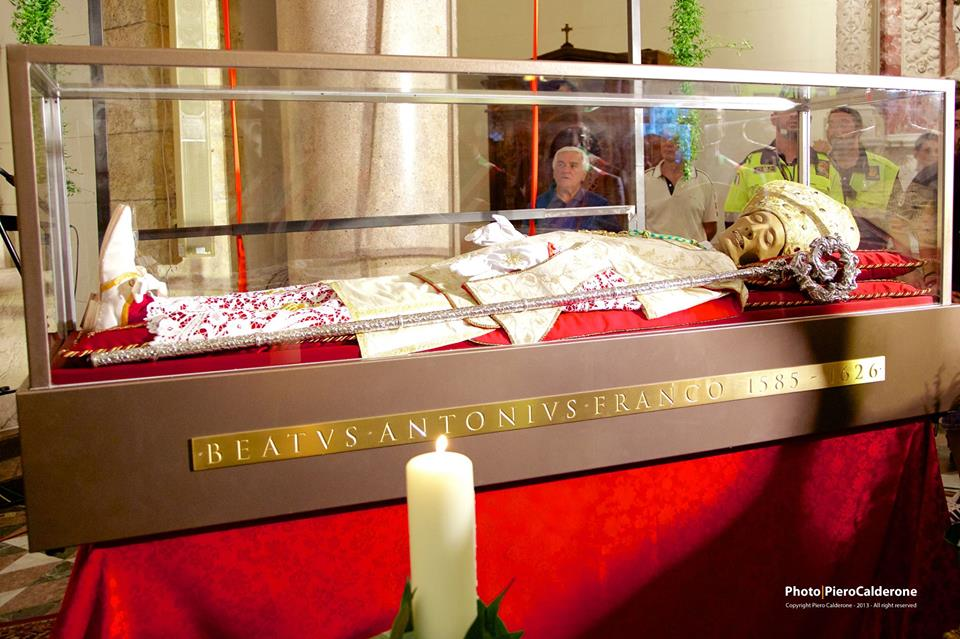
Jeho ostatky, vystavené po jeho blahořečení

Roku 1610 byl vysvěcen na kněze, načež požádal krále Filipa III., aby se stal členem jeho dvora. Dne 14. ledna 1611 byl jmenován královským kaplanem. Roku 1616 pak byl jmenován vrchním kaplanem Sicilského království. Současně s tím byl jmenován územním prelátem prelatury Santa Lucia del Mela a do tohoto úřadu byl uveden dne 18. května 1617. Stal se také biskupem.
I během svého úřadu žil asketickým způsobem života. Spával na podlaze a uplatňoval na sobě praxi umrtvování těla. Zemřel dne 2. září 1626 v Santa Lucia del Mela. Jeho neporušené ostatky jsou uchovávány v konkatedrále Nanebevzetí Panny Marie v Santa Lucia del Mela.

## Úcta
Jeho beatifikační proces započal dne 11. dubna 1984, čímž obdržel titul služebník Boží. Papež Benedikt XVI. jej dne 14. ledna 2011 podepsáním dekretu o jeho hrdinských ctnostech prohlásil za ctihodného. Dne 20. prosince 2012 byl uznán zázrak na jeho přímluvu, potřebný pro jeho blahořečení.
Blahořečen pak byl dne 2. září 2013 v katedrále Nanebevzetí Panny Marie v Messině. Obřadu předsedal jménem papeže Františka kardinál Angelo Amato.
Jeho památka je připomínána 2. září. Bývá zobrazován v biskupském oděvu.